# Колле Куэто, Хорхе
Хорхе Колле Куэто (Колье Куэто, исп. Jorge Kolle Cueta; 20 апреля 1930, Суданьес, департамент Чукисака — 4 марта 2007, Ла-Пас) — боливийский политик-коммунист, деятель рабочего движения.
В 1948 году окончил высшую нормальную школу в Сукре, затем до 1955 года работал школьным учителем. В 1950 году стал членом Коммунистической партии Боливии, в 1954 году вошёл в состав её Центрального комитета, возглавив его в 1968 году; уже к февралю 1967 года был одной из ключевых фигур в партии. Одновременно являлся главным редактором печатного органа боливийской компартии, газеты «Unidad». Активно вёл агитацию среди рабочих шахт и фабрик, неоднократно арестовывался боливийскими властями. В 1982—1985 годах был сенатором.